# El poder de los hábitos
El poder de los hábitos: Por qué hacemos lo que hacemos en la vida y los negocios es un libro de Charles Duhigg, reportero del New York Times, publicado en febrero de 2012 por Random House. Explora la ciencia detrás de la creación y cambio de los hábitos. El libro llegó a la lista de los más vendidos en The New York Times, Amazon.com y USA Today. En 2012 fue incluido en la lista del Financial Times y McKinsey Business Book of the Year Award.

## Sinopsis

### El bucle del hábito
El bucle del hábito es un patrón neurológico que gobierna cualquier hábito. Se compone de tres elementos: una señal, una rutina y una recompensa. Comprender estos componentes puede ayudar a comprender cómo cambiar los malos hábitos o formar los buenos. El ciclo del hábito siempre se inicia con una señal, un disparador que transfiere al cerebro a un modo que determina automáticamente qué hábito usar. El corazón del hábito es una rutina mental, emocional o física. Finalmente, hay una recompensa que ayuda al cerebro a determinar si vale la pena recordar este ciclo en particular para el futuro. En un artículo en The New York Times, Duhigg señala: "La señal y la recompensa se entrelazan neurológicamente hasta que surge una sensación de deseo".
Según Duhigg, el deseo impulsa todos los hábitos y es esencial para comenzar un nuevo hábito o destruir uno antiguo. Duhigg describe cómo Procter and Gamble utilizó la investigación sobre el ciclo del hábito y su conexión con los antojos para desarrollar el mercado de Febreze, un producto que elimina los malos olores.

### La regla de oro para cambiar los hábitos
La regla de oro del cambio de hábitos ayuda a detener los hábitos adictivos y reemplazarlos por otros nuevos. Establece que si mantiene la señal inicial, reemplaza la rutina y mantiene la recompensa, eventualmente ocurrirá un cambio, aunque las personas que no creen en lo que están haciendo probablemente no cumplirán con las expectativas y se rendirán. La creencia es un elemento crítico de dicho cambio, aunque se puede estructurar de varias maneras, incluida la configuración del grupo. A menudo, las personas que se unen a grupos (como los grupos de rendición de cuentas) están en mejores condiciones que las que actúan solas. Charles Duhigg usó varios ejemplos para ilustrar su argumento, incluido el caso de Bill Wilson, un alcohólico en recuperación cuya nueva fe en Cristo lo llevó a crear Alcohólicos Anónimos. En el libro, también habló sobre la "fuerza de voluntad" y su papel en la creación de un hábito. 

### Hábitos clave
Un hábito clave es un patrón individual que es involuntariamente capaz de desencadenar otros hábitos en la vida de las personas. Duhigg escribió sobre la compañía Alcoa y cómo el CEO Paul H. O'Neill pudo aumentar la capitalización de mercado de la compañía en $ 27 mil millones al enfocarse en la seguridad en el entorno laboral. O'Neil dijo: "Sabía que tenía que transformar Alcoa,... pero no se puede ordenar a las personas que cambien, no es así como funciona el cerebro. Entonces decidí que iba a comenzar centrándome en una cosa. Si pudiera comenzar a alterar los hábitos en torno a una cosa, se extendería por toda la empresa ".